# Blutgasanalyse
Die Blutgasanalyse (kurz BGA, mitunter auch unter dem Eponym Astrup nach Poul Bjørndahl Astrup bekannt) ist ein Verfahren zur Messung der Gasverteilung (Partialdruck) der sogenannten Blutgase O2 (Sauerstoff) und CO2 (Kohlenstoffdioxid) sowie des pH-Wertes und des Säure-Basen-Haushaltes im Blut.
Die BGA geht auf die Notwendigkeit der Überwachung und Steuerung von Beatmungsparametern zurück und wurde in den 1960er Jahren in ihrer Grundform entwickelt. Die Blutgasanalyse ist ein wichtiger Bestandteil der klinischen Diagnostik. Im Laufe der Jahre kamen zum klassischen Säure-Basen-Haushalt weitere Analyte und berechnete Parameter hinzu: Hämoglobin, Hämoglobin-Derivate, Bicarbonat, Glucose, Lactat, Elektrolyte usw.
Inzwischen dient die Blutgasanalyse der Überwachung vieler Patienten mit Atmungsstörungen und Sauerstoffmangel (etwa bei chronisch obstruktiver Lungenerkrankung oder Mukoviszidose). Auf der Intensivstation, in der Operations- bzw. Anästhesieabteilung und in der Notaufnahme eines Krankenhauses wird die Blutgasanalyse meist „bettseitig“ – bedside (in unmittelbarer Patientennähe) durchgeführt. Auch in der Notfallmedizin bekommt die BGA einen immer höheren Stellenwert, zum Beispiel im Rahmen der Reanimationssituation, und wird nicht nur bei einem Intensivtransport, sondern auch auf manchen Notarztfahrzeugen mitgeführt. Bevorzugt wird dafür arterielles Vollblut aus einer Arterie oder arterialisiertes Kapillarblut beispielsweise aus dem hyperämisierten Ohrläppchen genutzt. Venöses Blut ist zur Beurteilung atmungsspezifischer Werte nur mit Einschränkung geeignet und wird hauptsächlich bei der Beurteilung metabolischer Komponenten angewendet.

## Normwerte (arteriell) bei Erwachsenen
- pH = 7,35–7,45 ; <7,35: Azidose; >7,45: Alkalose[2]

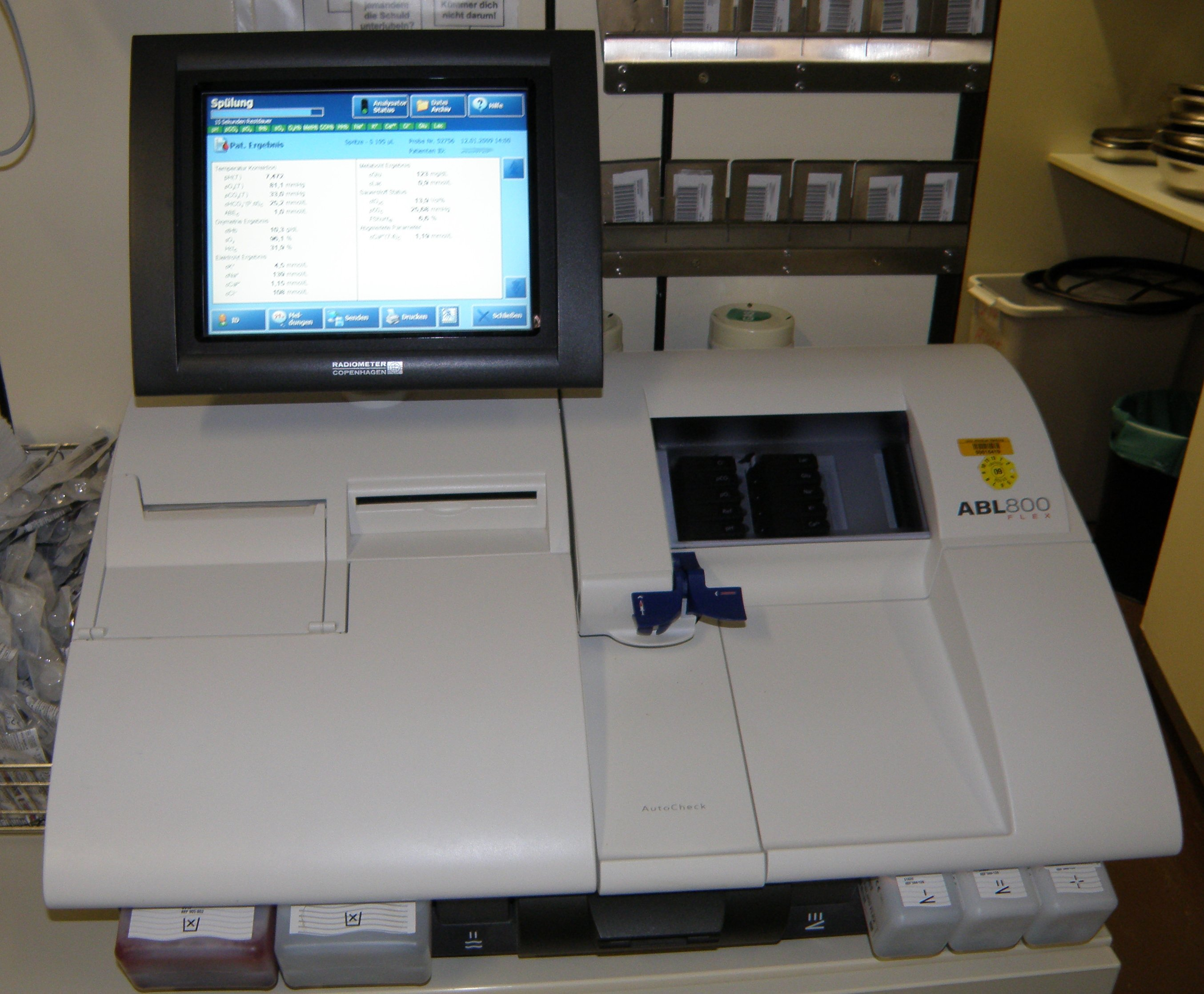
Gerät zur Durchführung von Blutgasanalysen

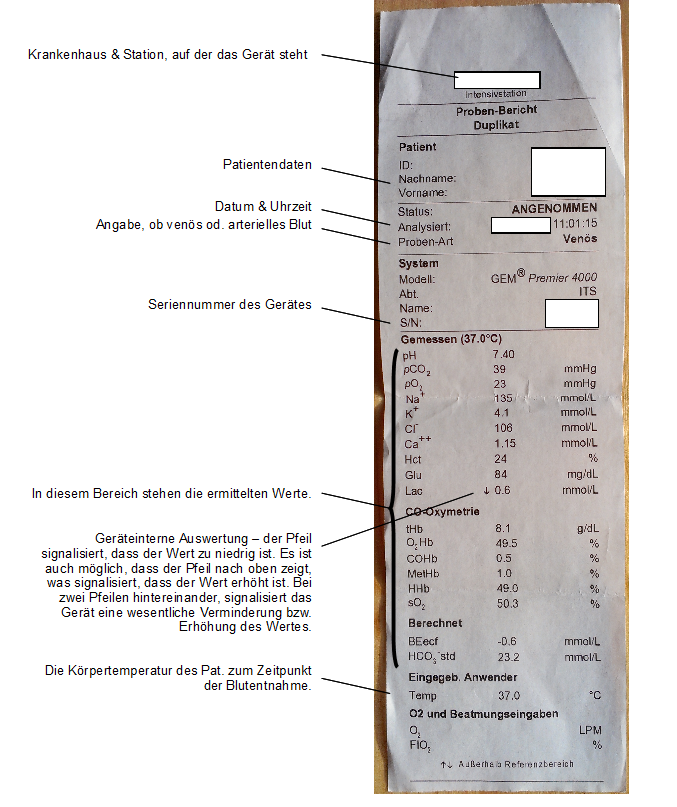
Der Ausdruck einer Blutgasanalyse mit Beschriftung/Erläuterung.

- pO2 = 75–97 mmHg bzw. 10–12,9 kPa (je nach Alter)[3]
- saO2 = 95–99 % (Sauerstoffsättigung)
- pCO2 = 35–45 mmHg bzw. 4,6–6,0 kPa[3] (Kohlenstoffdioxid-Partialdruck); weniger: Hypokapnie; mehr: Hyperkapnie
- HCO3(act) = 21–26 mmol/l (tatsächliches Bicarbonat)[2]
- HCO3(std) = 23–27 mmol/l (Standard-Bicarbonat)[2]
- BE (Basenüberschuss, Basenabweichung oder base excess) = 0 mval/l (−2 bis +3 mmol/l)

## Normwerte (Neugeborene / Säuglinge / Kinder)
- pH = 7,20–7,41 (Neugeborenes 1. Tag)[4]
- pH = 7,34–7,45 (Neugeborenes 2–28 Tage)
- pH = 7,38–7,45 (Säugling 2–12 Monate)
- pCO2 = 29–61 mmHg (4,0–8,0 kPa) (Neugeborenes 1. Tag)[4]
- pCO2 = 26–43 mmHg (3,5–5,7 kPa) (Neugeborenes 2–28 Tage)
- pCO2 = 27–40 mmHg (3,6–5,3 kPa) (Säugling 2–12 Monate)
- pO2 = 16–35 mmHg (2,2–4,7 kPa) (Vena umbilicalis)
- pO2 = 70–85 mmHg (9,3–11,4 kPa) (Neugeborenes 2–28 Tage)

## Interpretation
Ein pH-Wert unter 7,35 entspricht einer Azidose, ein pH-Wert über 7,45 einer Alkalose.
Wird die Veränderung primär durch eine Änderung des pCO2 verursacht, spricht man von einer (atmungsbedingten) respiratorischen Störung. Kohlenstoffdioxid stellt eine „flüchtige Säure“ dar. Eine Erhöhung des pCO2 (Hypoventilation) führt folglich zu einer respiratorischen Azidose, eine Verminderung (Hyperventilation) zur respiratorischen Alkalose.
Bikarbonat ist die dazugehörige Base. Störungen, bei denen primär die Bicarbonat-Konzentration verändert ist, nennt man metabolische (stoffwechselbedingte) Störungen. Eine Verminderung des Bikarbonats ist charakteristisch für eine metabolische Azidose, eine Erhöhung für eine metabolische Alkalose. Nach einem Sprint etwa kann die Laktat-Konzentration durch den sich evtl. einstellenden Sauerstoffmangel ansteigen. Milchsäure dissoziiert vollständig, die Protonen werden durch Bikarbonat-Ionen abgepuffert, deren Konzentration sinkt. Die Pufferung ist nicht vollständig, es kommt zur metabolischen Azidose, die eine häufige Störung im Säure-Basen-Haushalt darstellt.